# Comuna Hlibiv, Nova Ușîțea
Hlibiv (în ucraineană Глібів) este o comună în raionul Nova Ușîțea, regiunea Hmelnîțkîi, Ucraina, formată din satele Djurjivka, Hlibiv (reședința), Huta-Hlibivska, Mîrjiivka, Novîi Hlibiv și Sloboda.

## Demografie
Componența lingvistică a comunei Hlibiv
     Ucraineană (97,75%)
     Rusă (1,02%)
     Română (1,02%)
     Alte limbi (0,15%)
Conform recensământului din 2001, majoritatea populației comunei Hlibiv era vorbitoare de ucraineană (97,75%), existând în minoritate și vorbitori de rusă (1,02%) și română (1,02%).